# 王隐林
王隱林（1840年—1928年），又名王飛龍，廣東十虎之一，與黃林開同為星龍的學生，中國武術門派俠家的祖師，成名武學是「白鶴俠家拳」。
他主要的學生有朱亦傳、王漢榮、王倫（王敬初）、王林開、潘鑒、蔡懿恭與吳肇鍾7人。

## 生平
王隱林於1840年出生，廣東新興縣車崗鎮小穩村人。
李遂成（又名大俠李鬍子、星龍長老、金鉤禪師）從四川雲游到廣東，在肇慶鼎湖山慶雲寺掛單，把俠家拳傳給僧人王隱林（又名王飛龍）。
王隱林到廣州後還俗，在黃沙兼善街開設武館授徒，把十二支橋、小羅漢、大羅漢、虎鶴相鬥、俠家刀、槍棍等拳械套路傳給黃漢榮、王倫、蔡懿恭、王林開、潘鑑等徒弟，廣州洪家拳鄧龍對俠家拳表示欣賞，便讓兒子鄧錦濤拜王倫為師，鄧錦濤傳給他的兒子鄧鎮江。
王隱林在廣州傳授了七個高徒，其中王倫一脈傳給鄧錦濤，王林開一脈傳給吳肇鐘，吳肇鐘發揮了俠拳的鶴形特點，分支白鶴派，蔡懿恭一脈向海外發展，稱星龍長老是喇嘛，故又分支為喇嘛派。
王隱林之武術，初期稱為鶴陽拳，即惠陽白鶴拳。
1928年，王隱林正式把其定名為俠家，並於同年病逝，以虛齡計算終年88歲。

## 絕技
俠家拳，俠家拳械。拳套有四套：十二支橋，小羅漢，大羅漢、虎鶴相鬥。器械有單刀，左把槍，九點十二槍響棍等。

## 家庭
父親:「獨腳銅人」王平

兒子: 王懷，又名王槐瑞，在王隱林晚年，王懷(王槐瑞)因從事反清活動被捕，王隱林因此悲慟不已，最後因憶子成疾而一病不起，於1928年病逝，以虛齡計算終年88歲。